# ماریا ترسا رامیرس
ماریا ترسا رامیرس (اسپانیایی: Maria Teresa Ramírez‎؛ زادهٔ ۱۵ اوت ۱۹۵۴) شناگر اهل مکزیک است.
وی در مسابقات کشوری و بین‌المللی در مجموع برندهٔ ۳ مدال برنز شده‌است.